# Monika Wolting

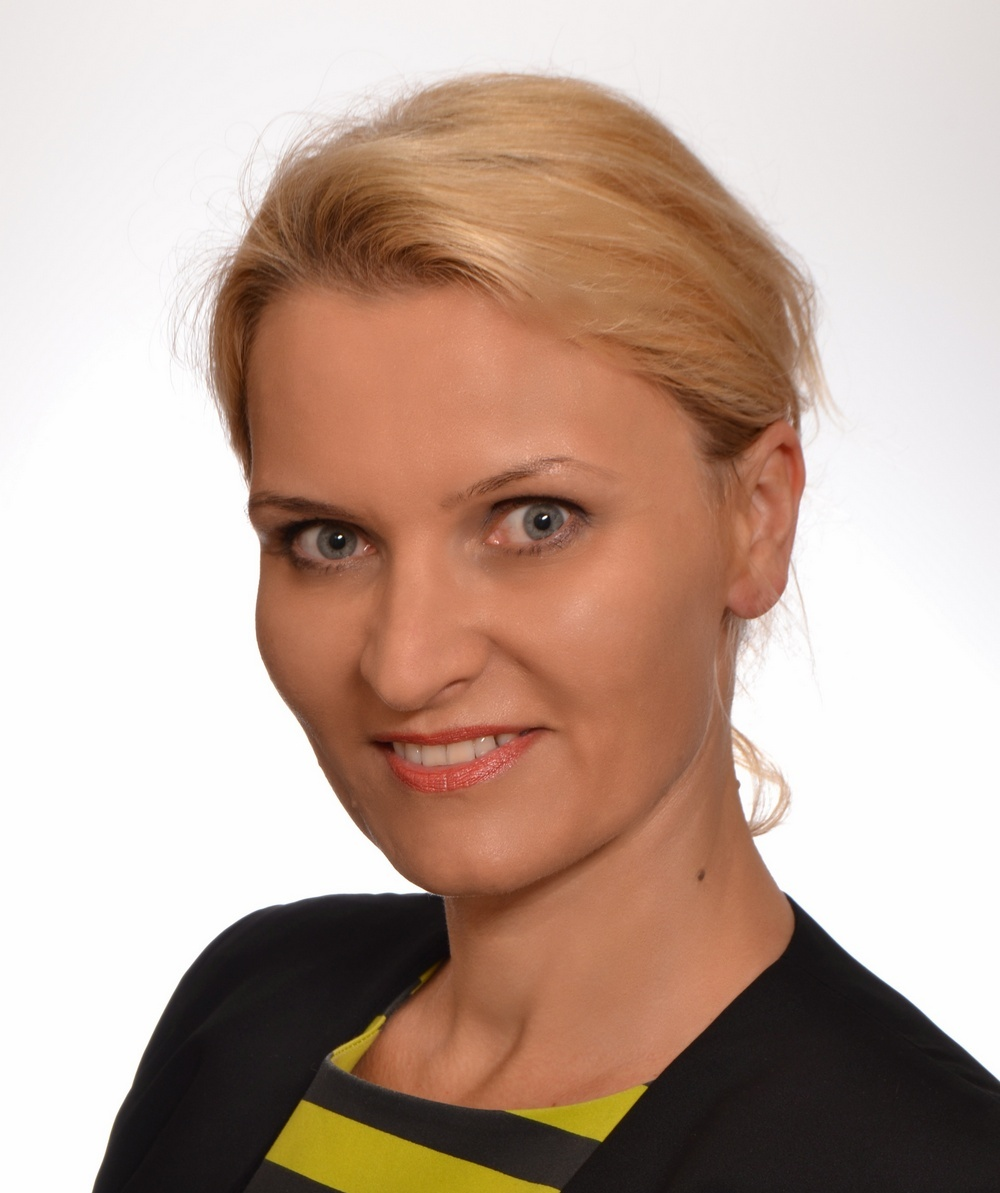
Monika Wolting, 2015

Monika Małgorzata Wolting (* 16. Mai 1972 in Słupsk, Polen, geb. Dziuba) ist eine polnische Germanistin und Literaturwissenschaftlerin. Sie ist Ordentliche Professorin für Neuere Deutsche Literatur am Lehrstuhl für deutsche Literatur und Kultur nach 1945 des Germanistikinstituts an der Universität Wrocław.

## Werdegang
Nach dem Abitur, das sie im Jahr 1992 abschloss, studierte sie von 1992 bis 1997 Germanistik an der Akademia Pomorska in Słupsk und der Universität Danzig. Anschließend studierte sie eine Zeit lang Germanistik an der Universität Düsseldorf. Danach absolvierte sie ein Doktorandenstudium an der Universität Warschau und wurde 2002 an der Humanistischen Fakultät der Universität Warschau mit einer Dissertation zum Thema Das Brunnenmotiv in der deutschen Literatur und Kultur promoviert. Anschließend war sie ab 2003 als wissenschaftliche Mitarbeiterin am Institut für Germanistik der Universität Wrocław tätig. Im Jahr 2010 habilitierte sie mit der Schrift Der Garten als Topos im Werk von Marie Luise Kaschnitz, Undine Gruenter und Sarah Kirsch.

## Forschungsschwerpunkte
Die Schwerpunkte der Forschung von Monika Wolting sind die Deutsche Literatur des 20.–21. Jahrhunderts; Literaturvermittlung, Produktions-, Rezeptions-, Wirkungsforschung, Literatur und Ästhetik, Erforschung der Beziehungen der polnischen und der deutschen Literatur, Popularisierung deutschsprachiger Gegenwartsliteratur, System- und Modernisierungstheorie; Gedächtnisforschung, Migrationsforschung, Kriegsliteratur, Medien im 20. und 21. Jahrhundert, Literaturkritik sowie Narratologie. Ihr derzeitiger Forschungsschwerpunkt zielt auf die Untersuchung zeitgenössischer literarischer Texte, auch der Kinder- und Jugendliteratur, im Hinblick auf aktuelle kulturpolitische Diskurse in der deutschen Öffentlichkeit ab.

## Mitgliedschaften
Monika Wolting ist seit 2015 stellvertretende Präsidentin der Goethe-Gesellschaft Polen. Seit 2013 ist sie Sprecherin des Internationalen Christa-Wolf-Zentrums (Forschungszentrum für deutsche und polnische Gegenwartsliteratur und -kultur). Wolting ist Mitarbeiterin im von Jürgen Wertheimer geleiteten Projekt Cassandra am Weltethos-Institut Tübingen.

## Auszeichnungen
- 2002: Rektorpreis der Universität Warschau für die Doktorarbeit
- 2010: Rektorpreis der Universität Breslau für die Habilitationsschrift
- 2015: Preis des Instituts für Germanistik der Universität Breslau
- 2016: Rektorpreis der Universität Breslau[1]
- 2020: Rektorpreis der Universität Breslau für den Band „Der neue Kriegsroman“
- 2020: „Verdiente Versöhner“ Auszeichnung der Botschaft der Bundesrepublik Deutschland[8]

## Publikationen
Monika Wolting ist Autorin von Monographien, Herausgaben, Editionen zur deutschen Literatur des 20. und 21. Jahrhunderts.

### Als Herausgeberin
- Utopische und dystopische Weltenentwürfe. Hrsg.: Monika Wolting (= Monika Wolting, Paweł Piszczatowski [Hrsg.]: Gesellschaftskritische Literatur – Texte, Autoren und Debatten. Band 013). 1. Auflage. V&R unipress, Göttingen, ISBN 978-3-8471-1417-8.
- Grenzerfahrungen und Globalisierung im Wandel der Zeit. Hrsg.: Ewa Wojno-Owczarska, Monika Wolting (= Monika Wolting, Paweł Piszczatowski [Hrsg.]: Gesellschaftskritische Literatur – Texte, Autoren und Debatten. Band 012). 1. Auflage. V&R unipress, Göttingen, ISBN 978-3-8471-1399-7.
- mit Anna Majkiewicz: Postmigration – Identität – Transkultur. Deutschsprachige Autorinnen und Autoren polnischer Herkunft. Transfer. Reception Studies 4.[10]
- Neues historisches Erzählen. (= Gesellschaftskritische Literatur – Texte, Autoren und Debatten, Band 1). Vandenhoeck & Ruprecht, Göttingen 2019, ISBN 978-3-8471-1023-1.
- mit Paula Wojcik, Stefan Matuschek und Sophie Picard: Klassik als kulturelle Praxis. Funktional, intermedial, transkulturell. (= Spectrum Literaturwissenschaft. 62). de Gruyter, Berlin 2019, ISBN 978-3-11-060328-6.
- mit Ewa Jarosz-Sienkiewicz: Zaangażowanie. Reprezentacje polityczności w literaturze niemieckiego obszaru kulturowego. Kraków Universitas, 2019, ISBN 978-83-242-3521-6.
- Identitätskonstruktionen in der deutschen Gegenwartsliteratur (= Deutschsprachige Gegenwartsliteratur und Medien. Band 23). V&R unipress, Göttingen 2017, ISBN 978-3-8471-0741-5.[11]
- mit Stephan Wolting: Zrozumieć obcość. Recepcja literatury niemieckojęzycznej w Polsce po 1989 roku. Universitas, Kraków 2016.[12]
- mit Carsten Gansel: Deutschland- und Polenbilder in der Literatur nach 1989 (= Deutschsprachige Gegenwartsliteratur und Medien. Band 16). Vandenhoeck & Ruprecht, Göttingen 2015, ISBN 978-3-8471-0459-9.[13]
- mit Carsten Gansel und Markus Joch: Zwischen Erinnerung und Fremdheit. Entwicklungen in der deutschen und polnischen Literatur nach 1989. Vandenhoeck-Ruprecht, Göttingen 2015.[14]
- mit Edward Białek: Erzählen zwischen geschichtlicher Spurensuche und Zeitgenossenschaft. Neisse Verlag, Dresden 2015.
- mit Wojciech Browarny und Markus Joch: Opcja niemiecka. Universitas, Kraków 2014, ISBN 978-83-242-2359-6.[15]
- Die Mühen der Ebenen. Aufsätze zur deutschen Literatur nach 1989. Wydawnictwo WSPiA, Poznań 2013, S. 461.[16]
- mit Edward Białek (Hrsg.): Kontinuitäten – Brüche – Kontroversen. Deutsche Literatur nach dem Mauerfall. Neisse Verlag, Dresden 2012.

### Als Autorin
Monika Wolting hat mehr als 130 wissenschaftliche Aufsätze verfasst, die sich mit Autoren wie Sarah Kirsch, Undine Gruenter, Hermann Hesse, Christa Wolf, Brigitte Reimann, Günter Grass, Jenny Erpenbeck, Sabrina Janesch, Olga Grjasnowa, Katja Petrowskaja, Artur Becker Matthias Nawrat, Olga Tokarczuk, Jacek Dehnel oder Marie Luise Kaschnitz beschäftigen. Darüber hinaus hat sie in Beiträgen über Topoi, wie Brunnen, Garten und Stadt gearbeitet und ist den deutsch-polnischen Literaturbeziehungen nachgegangen.

#### Monographien
- Konflikte. Literarische Auseinandersetzungen mit Gegenwart und Zukunft. BRILL, Göttingen 2022. ISBN  978-3-8471-1513-7.
- Der neue Kriegsroman. Repräsentationen des Afghanistankriegs in der deutschen Gegenwartsliteratur. (= Beiträge zur neueren Literaturgeschichte, Band 353.) Mit Gesprächen mit Dorothea Dieckmann, Jochen Rausch und Norbert Scheuer. Winter Verlag, Heidelberg 2019, ISBN 978-3-8253-6974-3.
- Der Garten als Topos im Werk von Marie Luise Kaschnitz, Undine Gruenter und Sarah Kirsch. Wydawnictwo Uniwersytetu Wrocławskiego, Wrocław 2009, S. 239.[19]
- Motyw studni w literaturze niemieckiej. Studium kulturoznawcze. Wrocław 2005, S. 245.[20]
- mit Stephan Wolting: Dies ist Pommern. Ein literarisch-künstlerischer Reisebegleiter. Neisse Verlag, Dresden 2009, ISBN 978-3-934038-81-3.

#### Artikel (Auswahl)
- Der Heimkehrerroman der Gegenwart. Oxford German Studies 49/3/2020, S. 305–327. https://www.tandfonline.com/doi/pdf/10.1080/00787191.2020.1809151?needAccess=true
- Das Politische der Migrationsliteratur Beispiel von Olga Grjasnowas Roman „Der Russe ist einer, der Birken liebt“. In: Migration und Gegenwartsliteratur. Der Beitrag von Autorinnen und Autoren osteuropäischer Herkunft zur literarischen Kultur im deutschsprachigen Raum. Hg. Matthias Aumüller i Weertje Willms. Wilhelm Fink: München 2020; S. 91–108.[21]
- Krieg in Afghanistan – Trauma-Erfahrung und ihre Künstlerische Darstellung in Jochen Rauschs „Krieg“ (2013). In: Carsten Gansel (Hg.): Traumaerfahrungen und Störungen des „Selbst“. Mediale und literarische Konfigurationen Lebensweltlicher Krisen. Berlin/Boston: De Gruyter 2020, S. 385–402.[22]
- „In Mutter Makryna sehe ich das Symbol für Polen“ – Zur Abrechnung mit einem romantischen Mythos in „Mutter Makryna“ (2014) von Jacek Dehnel. In: Neues historisches Erzählen. Hg. Monika Wolting. Vandenhoeck & Ruprecht Verlage: Göttingen 2019, S. 263–275.[23]
- Auf verlorenem Posten. Zur Lage der Bundeswehrsoldaten im Krieg in Afghanistan. In: Fakten und Vorbehalte, Hg. Bjoern Hayer, Gabriela Scherer u. a. KOLA, Wissenschaftlicher Verlag Trier. Trier 2018, S. 161–173.
- Krieg, Frauen und die Utopie einer Gemeinschaft. „Stütze der Welt“ (1980) – eine Erzählung von Elsa Ulmer. In: Literatur der Russlanddeutschen und Erinnerung. Hg. Carsten Gansel. Okapi Verlag: Berlin 2018, S. 185–204.
- Bilder vom Breslauer Bahnhof in der deutschen Gegenwartsliteratur. In: Verbindungen. Hg. Torsten Erdbrügger/Inga Probst. Frank & Timme Berlin 2018, S. 351–366.
- Erzählen über Gewalt. Friedrich Anis „Unterirdische Sonne“ (2014). Studien zur Deutschkunde LVII, 2016, S. 294–304.
- „Und tief unten im Wasser, im Schlamm und Schlick sind die Gegenstände der erzählten Geschichten verborgen“. Norbert Scheuer im Interview über seinen neuen Roman „Am Grund des Universums“. 09/2017, https://literaturkritik.de/public/rezension.php?rez_id=23677&p=2da5
- Das Versprechen des guten Lebens und die Angst vom Versagen – Folgen der Modernisierungsprozesse im Roman von Daniel Kehlmann »F«. In: Identitätskonstruktionen in der deutschen Gegenwartsliteratur. Hg. Monika Wolting, Vandenhoeck & Ruprecht, Göttingen 2017, S. 49–64.
- Markus Stromiedel im Gespräch. Identitäten in distopischen Welten. In: Identitätskonstruktionen in der deutschen Gegenwartsliteratur. Hg. Monika Wolting, Vandenhoeck & Ruprecht, Göttingen 2017, S. 345–354.
- „Identität kann nur als ein Problem existieren“ – Zu Identitätskonstruktionen in der Gegenwartsliteratur. Einleitung. In: Identitätskonstruktionen in der deutschen Gegenwartsliteratur. Hg. Monika Wolting, Vandenhoeck & Ruprecht, Göttingen 2017, S. 9–20.
- Flüchtlingsschicksal im Jugendroman „Hesmats Flucht“ (2008) von Wolfgang Böhmer. Ein Fallbeispiel für Realistisches Schreiben über Afghanistan in der deutschsprachigen KJL. Germanica Wratislaviensia 142/2017.
- Das Ringen um Individualität in einer vom Kollektiv bestimmten Zeit. Hermann Hesses „Das Glasperlenspiel“. Studia Neofilologiczne XIII/2017, S. 6–21.
- Literatur als Spielwiese. Ein Gespräch mit dem Autor Tilman Rammstedt über den Ernst komischer Literatur. W: Literaturkritik.de 11/2016, https://literaturkritik.de/public/rezension.php?rez_id=22643&p=320c
- „Alles ringsum war so leer und so fremd...” Annäherung an das Schicksal Vertriebener aus dem polnischen Osten – Zu Sabrina Janeschs Katzenberge und Olga Tokarczuks Taghaus Nachthaus. Dialog kultur. In: Studia nad literaturą, kulturą i historią. Hg. Anna Warakomska, Uniwersytet Warszawski, Warszawa 2016, S. 587–604.
- „das, was wir beschreiben, ist immer noch weniger schlimm als oft die Realität“ – der aufstörende Charakter von Sebastian Fitzeks und Michael Tsokos Roman Abgschnitten. Germanica. 58/2016, Université de Lille 3, S. 211–215.
- Zweite Schöpfung durch Kunst. Ein Gespräch mit der Autorin Silke Scheuermann über Idealismus, Utopie und die großen Fragen des Lebens. Literaturkritik.de 08/2016, https://literaturkritik.de/public/rezension.php?rez_id=22306
- „Der arge Weg der Erkenntnis”. Ostdeutsche Intellektuelle und der Verlust der Utopie. In: Vom kritischen Denker zur Medienprominenz. Zur Rolle von Intellektuellen in Literatur und Gesellschaft vor und nach 1989. Hg. Carsten Gansel und Werner Nell. Transcript, Bielefeld 2016, S. 179–202.
- Opowieść o przemocy. „Podziemne słońce” (2014) Friedricha Ani. Studia Niemcoznawcze LVII, 2016, S. 294–304.
- Auswege aus der Eigenverantwortlichkeit? Religion, Esoterik und Parapsychologie in Daniel Kehlmanns „F“. In: Religion und Literatur im 20. und 21. Jahrhundert. Hrsg. v. Tim Lörke / Robert Walter-Jochum. Vandenhoeck & Ruprecht, Göttingen 2015, S. 203–226.
- Eine Gegend wird durch Geschichtenerzählen erschlossen. Zu Olga Tokarczuks „Taghaus Nachthaus“. In: Deutschland- und Polenbilder in der Literatur nach 1989. Red. Carsten Gansel / Monika Wolting. Vandenhoeck & Ruprecht, Göttingen 2015, S. 149–162.
- „Zukunft? Das ist das gründlich Andere“ – Zu Aspekten der Rezeptionsgeschichte von Christa Wolf in Polen. In: Zwischen Moskauer Novelle und Stadt der Engel. Neue Perspektiven auf das Lebenswerk von Christa Wolf. Hg. Therese Hörnigk und Carsten Gansel. Berlin: VBB 2015, S. 151–170.
- Die „Verwicklung“ der Intellektuellen in den Kommunismus. In: Zwischen Erinnerung und Fremdheit. Entwicklungen in der deutschen und polnischen Literatur nach 1989. Hg. Carsten Gansel, Markus Joch, Monika Wolting. Vandenhoeck & Ruprecht, Göttingen 2015, S. 343–364.
- Felicitas Hoppes Roman „Johanna“ als Beitrag zur Diskussion über das kulturelle Gedächtnis. In: Erzählen zwischen geschichtlicher Spurensuche und Zeitgenossenschaft. Hg. Monika Wolting/Edward Białek. Neisse-Verlag, Dresden 2015, S. 13–28.
- Unreliable narrator – programmatische Denkfigur in Felicitas Hoppes Roman „Johanna“ (2006). La prose allemande contemporaine. Voix et voies de la génération postmoderne. Germanica 55/2014, Université de Lille 3, S. 13–28.